# Egbertus Johannes Beumer
Egbertus Johannes Beumer (Utrecht, 21 september 1878 - Utrecht, 5 oktober 1946) was een Nederlands politicus namens de Anti-Revolutionaire Partij in de Tweede Kamer der Staten-Generaal en daar enige jaren de tweede man van de fractie. Na de oorlog was hij nog korte tijd Eerste Kamerlid.

## Jeugd en vroege loopbaan
Egbertus werd geboren als zoon van godsdienstleraar Johannes Beumer (27 januari 1850, Maarsseveen) en Fenna Helena Maria van Doorn (27 juni 1852, Maarssen) en groeide in Utrecht in het streng hervormde gezin. Na het afronden van het gymnasium studeerde hij tot 1906 rechtswetenschap aan de Rijksuniversiteit Utrecht, waarna hij in 1906 aldaar ook promoveerde (op stellingen) in de staatswetenschap. Tijdens zijn studie was hij al politiek actief, door plaats te nemen in de redactie van het Correspondentieblad van den Bond van A.R.-Propagandaclubs (1902-1905). Van 1905 tot 1919 was hij actief als docent staatswetenschappen aan de Rijks Hogere Burgerschool te Amersfoort. Van 1905 tot 1909 was hij lid van de commissie voor het afnemen van eindexamens staathuishoudkunde en staatsinrichting h.b.s. in de provincie Utrecht.
Op 4 maart 1909 trouwde hij in Utrecht met Alnetta Maria van Wijngaarden, met wie hij 2 dochters zou krijgen.

## Tweede Kamer
In 1913 werd Beumer (na herstemming) voor het kiesdistrict Kampen in de Tweede Kamer der Staten-Generaal gekozen namens de ARP. Hij zou lid blijven tot 1933, met een korte onderbreking in 1917.
Beumer was de juridische en staatsrechtelijke expert van de ARP-Tweede Kamerfractie tussen 1913 en 1933 die zowel voor mee- als tegenstanders als vraagbaak gold. Hij was scherp in het debat en daardoor gevreesd bij politieke tegenstanders, uiterst werkzaam, maar hij verloor zich soms in details. Hij was ook bekend door zijn wat ongelukkige maidenspeech als Kamerlid over 'schending van de Grondwet' door het woord 'Saluut' in de aanhef van wetten in plaats van het in de Grondwet voorgeschreven 'Salut'. In het begin kwam hij nogal schoolmeesterachtig over en had hij, zoals ook bleek uit zijn maidenspeech, veel oog voor formaliteit als staatskundige en jurist.
In de Kamer hield Beumer zich bezig met onder meer justitie, binnenlands bestuur, pensioenen, volksgezondheid, arbeid en onderwijs, hij sprak ook soms over koloniale zaken en landbouw.
In het parlementair jaar 1918-1919 was hij fractiesecretaris, en van 1925 tot 1929 was hij vicefractievoorzitter van de ARP en lid van de Huishoudelijke Commissie. Tijdens de formatie in de zomer van 1929 trad hij op als waarnemend fractievoorzitter, omdat Heemskerk in het buitenland verbleef en Colijn nog niet formeel tot fractievoorzitter was gekozen.
Van 1919 tot 1923 was hij binnen de Kamer lid van de Commissie van Rapporteurs over de poenale sanctie die de afschaffing van de doodstraf onderzocht, maar hij hield zich ook bezig met 'lichtere' onderwerpen. Zo was hij voorzitter van de Commissie van Rapporteurs voor de ontwerp-Winkelsluitingswet (tot 1930), de Commissie van Onderzoek inzake crisismaatregelen (1934 - 1935) en de Commissie van voorbereiding voor het wetsontwerp wijziging Lager-Onderwijswet 1920 (van 1931 tot 1934). In 1929, 1930, 1931 en 1932 werd Beumer als tweede op de voordracht voor het Kamervoorzitterschap gezet.
In 1920 stemden Beumer en Rienk van Veen als enigen van de rechterzijde van de Kamer tegen een motie-Marchant waarin om de instelling van een (staats)commissie inzake het socialisatie-vraagstuk werd gevraagd. In 1922 behoorde hij tot de minderheid van zijn fractie die bij de eerste lezing van de grondwetsherziening tegen hoofdstuk III (Staten-Generaal) stemde. Ook bij de tweede lezing stemde Beumer tegen. In 1928 was hij ook lid van een minderheid van zijn fractie die tegen een wijziging van de Wet op de Indische Staatsregeling stemde, die een gelijk aantal inheemse en Europese leden in de Volksraad beoogde. In 1932 stemde hij samen met Visscher als enigen van de ARP-fractie tegen de uiteindelijke ontwerp-Winkelsluitingswet, waar hij nog voorzitter was geweest van de Commissie van Rapporteurs.
In 1946 werd hij tot Eerste Kamerlid gekozen door Groep II (Gelderland, Overijssel, Groningen en Drenthe).

## Verdere loopbaan
Naast Kamerlid was Beumer ook actief als administratief rechter. Van 1919 tot 1928 was hij voorzitter van de Raad van Beroep te Arnhem, waarna hij lid werd van de Centrale Raad van Beroep. In 1933 werd hij gepromoveerd tot ondervoorzitter van deze Centrale Raad, en op 1 januari 1940 werd hij voorzitter - dit zou hij tot zijn overlijden in 1946 blijven. In 1945 - 1946 was hij daarnaast ook nog president van het Tribunaal voor arrondissement Utrecht en lid van de Eerste Kamer.
Ook nam hij in de loop van de jaren zitting in diverse redacties, waaronder die van Nederland en Oranje (1920 - 1940, Officieel orgaan van de Bond van Anti-Revolutionaire Propaganda-clubs in Nederland), Antirevolutionaire Staatkunde (1924 - 1941, orgaan van de Dr. Abraham Kuyperstichting ter bevordering van de studie der antirevolutionaire beginselen) en De Magistruur (1936 - 1941, orgaan van het Verband van Vereenigingen van Anti-revolutionaire gemeentebestuurders in Nederland).
Beumer vervulde allerlei functies binnen de ARP en de Kerk. Zo was hij lid van het Centraal Comité van ARP-kiesverenigingen (1933 - 1940; 1946) en van de Commissie voor de behartiging der stoffelijke belangen van de Nederlandse Hervormde Kerk in de toekomstige Zuiderzeeprovincie (1927 - ?). Hij was bestuurder bij de Nationale Bond tegen Revolutie (1921 - ?) en lid van de Raad van Commissarissen bij de Nederlandsche Spoorwegen (1938 - ?).
Ook was hij lid bij diverse commissies die in zijn interessesfeer lagen. Zo was hij actief in de natuurbescherming en cultuurbehoud, onder meer als bestuurslid van de Vereeniging tot behoud van Natuurmonumenten in Nederland (1931 - ?), lid van de Rijkscommissie voor Monumentenzorg (1938 - 1946), bestuurslid van Bond Heemschut (1940 - ?), voorzitter van de Contact-Commissie voor Natuur- en Landschapsbescherming (1933 - 1940) en voorzitter van de Voorlopige Natuurbeschermingsraad (1946). Maar ook daarbuiten vervulde hij lidmaatschappen, zoals de Rijkscommissie van advies voor opdrachten aan beeldende kunstenaars (~1938).
Maar ook met zijn juridische achtergrond was hij ook voorzitter van de commissie van beroep bij de Schoolraad voor Scholen met de Bijbel (rond 1940), lid van het College van Curatoren van de Rijksuniversiteit Groningen (1940 - 1945) en bestuurslid van het Stads- en Academisch Ziekenhuis Utrecht (1946).
In 1923 werd Beumer benoemd tot Ridder in de Orde van de Nederlandse Leeuw en later werd hij ook benoemd tot Commandeur in de Orde van Oranje-Nassau.
- Biografisch Portaal: 66455656
- International Standard Name Identifier: 0000 0003 9338 2388
- Nederlandse Thesaurus van Auteursnamen: 071783105
- Parlement.com: vg09lky11ly3
- Virtual International Authority File: 287607966
- WorldCat: E39PBJhMjbry43PfwWWF48jgrq